# Amina Zoubir
Amina Zoubir née en 1983 en Algérie est une artiste, cinéaste, performeuse féministe contemporaine. Elle réalise en 2012 à l'occasion du 50e anniversaire de l'indépendance algérienne des vidéos-actions Prends ta place  qui interrogent les questions de genre et les conditions des femmes dans la société algérienne. Elle travaille avec différents médiums artistiques tels que la sculpture, le dessin, l'installation, la performance et l'art vidéo. Son travail porte sur le langage corporel dans des espaces spécifiques des territoires d'Afrique du Nord.

## Biographie
Amina Zoubir est une artiste visuelle française d'origine algérienne. Elle vit à Paris et Alger. Elle grandit dans une famille de scientifiques et d'artistes. Sa mère Hania est docteure en médecine et chercheuse au Centre Pierre & Marie Curie de l'Hôpital Mustapha Pacha d'Alger. Son père Hellal est peintre et designer. Amina Zoubir grandit au milieu des tensions de la guerre civile dont elle est témoin. Elle décide à l'âge de 17 ans, d'étudier l'art à l' École supérieure des beaux-arts d'Alger, où le directeur Ahmed Asselah et son fils Rabah ont été assassinés le 5 mars 1994 pendant la guerre civile. Elle obtient le DESA de design graphique en 2006. 
En 2006, Amina Zoubir réalise son premier film documentaire sous la forme d'une vidéo-action performative intitulée Take the bus and look. Elle y développe une réflexion sur les relations entre les individus, l'art et le cinéma dans une société traumatisée par la guerre civile. Cette œuvre est vue comme une vidéo documentaire où le corps de l'artiste interagit à travers son rapport aux autres, en passant par les yeux des passagers du bus, déambulant dans la ville d'Alger. A travers ce documentaire vidéo, une typographie du rapport des habitants à leur déplacement dans la ville est dressée. Le spectateur face à une typologie du comportement corporel dans les années 90, période de terrorisme en Algérie, acquiert la dureté du regard de l'autre, accompagnée de la douce poésie de l'être comme conjuguant par le regard.
En 2007, elle s'installe à Paris pour développer sa recherche et sa pratique artistique, où elle  obtient un master en théorie et pratique de l'art contemporain et des nouveaux médias en 2009 à l'Université Paris VIII. 
En 2010, Amina Zoubir publie ses recherches académiques dans un livre intitulé L'art vidéo des artistes algériens - Relation de l'image et du son dans la vidéo contemporaine algérienne : une expérience en temps réel. Ses recherches et sa pratique questionnent les notions de langage corporel dans des espaces spécifiques où des codifications religieuses, sociales et politiques sont appliquées pour définir une typologie corporelle dans les territoires d'Afrique du Nord.
En 2012, le projet Un été à Alger invite quatre jeunes réalisateurs algériens à porter un regard sur leur ville, l'année des cinquante ans de l’indépendance de leur pays. Amina Zoubir réalise Take your place. Il s'agit de six actions féministes dans des espaces urbains réservés aux hommes tels que cafés, rues, stades de football, plages, salons de coiffure pour hommes où elle impose son corps de femme. 

## Biennale de Venise
Amina Zoubir est l'une des cinq artistes qui représentent l'Algérie en 2019 avec le premier pavillon algérien à la 58e Biennale de Venise, en Italie. Quelques jours avant l'ouverture de la Biennale, la participation de l'Algérie à la biennale est annulée en raison de la situation politique instable liée au Hirak, un mouvement de protestations qui exhortent le président Abdelaziz Bouteflika à démissionner. Malgré la situation tumultueuse, le projet Time to shine bright est mené, avec le soutien de mécènes privés algériens en tant qu'action autonome d'artistes lors de la 58e Biennale de Venise du 9 mai au 24 novembre 2019,,. 

## Distinctions
- prix Varenne FIGRA France en 2013, pour ses performances Take your place

## Vidéos
- Take the Bus and look - Prends le bus et regarde, documentaire, 12 min, Pal color, son, 2006.
- The city is one of us, en collaboration avec Yossi Atia, Love Difference et Foundation Pistoletto, documentaire, 10 min, Pal color, son, 2008.
- Femmes psychédéliques, vidéo, 10 min, Pal color, son, 2008-2010.
- Dans quel monde veux-tu naître, vidéo, 2 min, Pal color, son, 2011.
- Take Your Place - Prends ta place, A Summer in Algiers - Un été Alger, Une chambre à soi Alger, 40 min, HD Pal color, sound, 2012, six performances en milieu urbain à Alger, Algérie.
- Dernière danse pop avant l'obscurité[13],  30 min, HD Pal color, son, 2014-2016.
- Living in Utopia, vidéo, 10 min, Pal color, son, 2017.
- Aime toutes les femmes comme tu aimes ta mère, 4 min, Pal color, son, 2018.

## Expositions
- Prise de position sur les reines berbères, Södertälje Konsthall[14], 2020, Södertälje, Suède[15].
- Les figures oubliées, Rikstolvan Art Center, 2020, Simrishamn, Suède.
- Sexshop arabe, Espace d'Art 87, 2016, Paris, France.
- Take your place, Un été à Alger, Cinémathèque de Tanger, 2013, Tanger, Maroc.
- Femmes psychédéliques : les langages corporels du Moyen-Orient, Galerie PasaJist, 2012, Istanbul, Turquie.